# Die Toten Hosen
Die Toten Hosen (njem. "mrtve hlače") je njemački glazbeni rock/punkrock sastav, koji se razvio iz njemačkog punk pokreta u 1982. godini. 
Sastav uglavnom svira rock glazbu s njemačkim tekstovima i koristi elemente punkrocka. Uz berlinsku glazbenu skupinu Die Ärzte, jedan su od komercijalno, najuspješnijih njemačkih sastava s korijenima u punk rocku.

## Politički aktivizam
Sastav Die Toten Hosen javno podržava različite političke i društvene organizacije i sudjelovao u njihovim akcijama uz pomoć glazbe, izjava i financijskom podrškom. Također članovi sastava ne žele biti povezani s bilo kojom političkom opcijom.
3. rujna 2018. sastav Die Toten Hosen je zajedno s drugim njemačkim glazbenicima kao Casper, Feine Sahne, Fischfilet, K.I.Z., Kraftklub, Trettmann, Nura i Marteria održao koncert protiv ksenofobije i desnog nasilja. Koncert je održan u Chemnitzu nakon tamošnjih izgreda, naziv koncerta je bio "Wir sind mehr" (hrv.: Ima nas više). Prema procjenama grada na koncertu je bilo ok 65.000 gledatelja.
U studenom 2019. sastavu je uručena nagrada Julius-Hirsch-Preis od Njemačkog nogometnog saveza za njihov angažman protiv antisemitizma.

## Diskografija

### Albumi
- 1983.: Opel-Gang
- 1984.: Unter falscher Flagge
- 1986.: Damenwahl
- 1987.: Never Mind The Hosen – Here’s Die Roten Rosen
- 1987.: Bis zum bitteren Ende (uživo)
- 1988.: Ein kleines bisschen Horrorschau
- 1990.: Auf dem Kreuzzug ins Glück
- 1991.: Learning English Lesson One
- 1993.: Kauf mich!
- 1993.: Reich & sexy (kompilacija)
- 1994.: Love, Peace & Money (kompilacija)
- 1996.: Opium fürs Volk
- 1996.: Im Auftrag des Herrn (uživo)
- 1998.: Wir warten auf's Christkind
- 1999.: Crash-Landing (kompilacija)
- 1999.: Unsterblich
- 2002.: Auswärtsspiel
- 2002.: Reich & sexy II (kompilacija)
- 2004.: Zurück zum Glück
- 2005.: Nur zu Besuch (uživo)
- 2008.: In aller Stille
- 2009.: Machmalauter Live (uživo)
- 2009.: La hermandad – En el principio fue el ruido (kompilacija)
- 2010.: Największe Przeboje (kompilacija)
- 2011.: All die ganzen Jahre (kompilacija)
- 2012.: Ballast der Republik
- 2013.: Der Krach der Republik (uživo)
- 2015.: Entartete Musik – Willkommen in Deutschland (uživo)
- 2017.: Laune der Natur
- 2019.: Das Laune der Natour-Finale (uživo)
- 2019.: Alles ohne Strom (uživo)

## Vanjske poveznice
- Službena stranica